# Trice
Trice is een historisch merk van motorfietsen.
De bedrijfsnaam was: Crystal Engineering. Een Brits bedrijf dat in 1992 een gemotoriseerde driewielige fiets op de markt bracht. Het blokje was de Sachs Saxonette, in Nederland bekend als aandrijving van de Spartamet.